# Várfalva község
Várfalva község (románul: Comuna Moldovenești) község Kolozs megyében, Romániában. Központja Várfalva, beosztott falvai Bágyon, Csegez, Kercsed, Kövend, Székelyhidas.

## Fekvése
Kolozs megye legdélebbi részén helyezkedik el, Tordától 15, Kolozsvártól 50 kilométerre. Szomszédos községek: keleten Harasztos, északon Szentmihály, nyugaton Alsójára és Magyarpeterd, valamint a Fehér megyei Torockó, Miriszló és Felvinc. A község nyugati határát a Torockói-hegység északi csúcsai képezik, köztük a Csegez melletti Székelykő.

## Népessége
1850-től a népesség alábbiak szerint alakult:
| Lakosok száma | 6678 | 7158 | 7422 | 7374 | 7486 | 5157 | 3898 | 3644 | 3317 | 3076 |
|               | 1850 | 1880 | 1900 | 1930 | 1941 | 1977 | 1992 | 2002 | 2011 | 2021 |

A 2011-es népszámlálás adatai alapján a község népessége 3317 fő volt, melynek 55,14%-a magyar, 38,83%-a román és 3,5%-a roma. Vallási hovatartozás szempontjából a lakosság 44,77%-a unitárius, 37,53%-a ortodox, 8,17%-a református, 1,96%-a görög rítusú római katolikus, 1,57%-a Jehova tanúja és 1,54%-a római katolikus.

## Nevezetességei
A község területéről az alábbi épületek szerepelnek a romániai műemlékek jegyzékében:
- a bágyoni unitárius templom (LMI-kódja CJ-II-m-B-07521)
- a bágyoni Szent Miklós-fatemplom (CJ-II-m-B-07522)
- a kercsedi református templom (CJ-II-m-B-07765)
- a kövendi unitárius templom (CJ-II-m-B-07736)
- a székelyhidasi Mennybemenetel-templom (CJ-II-m-B-07738)
- a székelyhidasi Szent Mihály és Gábriel arkangyalok fatemplom (CJ-II-m-B-07737)
- Várfalva vasútállomás (CJ-II-a-B-21097.07), a Torda–Abrudbánya keskeny nyomtávolságú vasútvonal részeként
- a várfalvi Jósika-kastély (CJ-II-m-B-07716)
- a várfalvi unitárius templom (CJ-II-m-B-07715)

## Híres emberek
- Bágyonban születtek Gspann Károly (1865–1938) orvos, egészségügyi szakíró, Pálfy Móric (1871–1930) geológus, a Magyar Földtani Társulat elnöke,  a Magyar Tudományos Akadémia levelező tagja és Bágyoni Szabó István (1941) költő, prózaíró.
- Kövenden született Kováts Dezső (1905–1986) színész, színműíró.
- Várfalván született Kádár József (1850–1939) történész, néprajzkutató.